# Tournoi de Dubaï de rugby à sept
Ne doit pas être confondu avec Tournoi féminin de Dubaï de rugby à sept.
Le Tournoi de Dubaï de rugby à sept (en anglais : Dubai Rugby Sevens) est un tournoi de rugby à sept organisé à Dubaï aux Émirats arabes unis. Il se déroule généralement le premier week-end de décembre (le jeudi et le vendredi dans le monde arabe). Depuis 1999, il constitue l'une des étapes du World Rugby Sevens Series, le championnat international annuel de rugby à sept.

## Historique
L'origine du tournoi remonte à 1970 et fut organisé, à l'origine, par des expatriés anglais. Le tournoi prend de l'importance d'année en année (sponsoring en 1987, accueil des qualifications à la coupe du monde de rugby à sept en 1996, intégration au circuit du World Rugby Sevens Series en 1999).
Le Dubaï Rugby Sevens rassemble les équipes de différentes nations ainsi que des équipes d'expatriés s’entraînant à Dubaï. Organisé sur deux jours, il rassemblait, en 2006, plus de 60 000 spectateurs. Sponsorisé par de grandes entreprises comme Airbus (constructeur aéronautique), Emirates (compagnie aérienne des Emirats), Agrekko (solutions d'énergie) et Heineken (fournisseur de bière pendant le tournoi, une très grande quantité étant écoulée lors de ces deux jours). Un grand nombre de supporters sont des expatriés anglais suivis par différentes nationalités comme la France. Dubaï ne possède pas de stade en dur : le stade utilisé pendant le tournoi est démontable nécessitant près de deux mois de construction pour une capacité d'accueil de 40 000 places. Jusqu'à la saison 2007-2008, le tournoi se déroule au Dubai Exiles Rugby Ground, et depuis 2008-2009, le tournoi a lieu au stade The Sevens permettant au tournoi d'atteindre les 50 000 spectateurs par jour de compétition.
Alors que la fin de la saison 2019-2020 est interrompue par la pandémie de Covid-19, l'organisation de la saison 2020-2021 est par avance profondément modifiée : la tenue de l'étape de Dubaï est entre autres abandonnée.

## Identité visuelle

Évolution du logo
Ancien logo.
Logo des éditions 2012 à 2019.
Logo depuis l'édition 2021.

## Palmarès
Tournoi international (1988-1999)
| Année | Stade | Vainqueur                   |
| ----- | ----- | --------------------------- |
| 1988  |       | London Scottish             |
| 1989  |       | Crawshays                   |
| 1990  |       | Toulouse                    |
| 1991  |       | Queensland                  |
| 1992  |       | Écosse                      |
| 1993  |       | White Heart Marauders       |
| 1994  |       | Corée du sud                |
| 1995  |       | Kiwi Nomads                 |
| 1996  |       | Fidji                       |
| 1997  |       | Nouvelle-Zélande Invitation |
| 1998  |       | Fidji                       |
| 1999  |       | Nouvelle-Zélande            |

En tant qu'étape du World Rugby Sevens Series
| Année      | Stade                            | Cup                                                  | Cup                                                  | Cup                                                  | Plate / 5e place                                     | Bowl / Challenge trophy                              | Shield / 13e place                                   |
| Année      | Stade                            | Vainqueur                                            | Score                                                | Finaliste                                            | Vainqueur                                            | Vainqueur                                            | Vainqueur                                            |
| ---------- | -------------------------------- | ---------------------------------------------------- | ---------------------------------------------------- | ---------------------------------------------------- | ---------------------------------------------------- | ---------------------------------------------------- | ---------------------------------------------------- |
| 1999-2000  | Dubai Exiles Rugby Ground, Dubai | Nouvelle-Zélande                                     | 38 – 14                                              | Fidji                                                | Australie                                            | Écosse                                               | —                                                    |
| 2000-2001  | Dubai Exiles Rugby Ground, Dubai | Nouvelle-Zélande                                     | 38 – 12                                              | Fidji                                                | Afrique du Sud                                       | Irlande                                              | —                                                    |
| 2002-2003  | Dubai Exiles Rugby Ground, Dubai | Nouvelle-Zélande                                     | 36 – 0                                               | Samoa                                                | Fidji                                                | France                                               | Maroc                                                |
| 2003-2004  | Dubai Exiles Rugby Ground, Dubai | Afrique du Sud                                       | 33 – 26                                              | Nouvelle-Zélande                                     | Argentine                                            | Canada                                               | Zambie                                               |
| 2004-2005  | Dubai Exiles Rugby Ground, Dubai | Angleterre                                           | 26 – 21                                              | Fidji                                                | Samoa                                                | Portugal                                             | Tunisie                                              |
| 2005-2006  | Dubai Exiles Rugby Ground, Dubai | Angleterre                                           | 28 – 26                                              | Fidji                                                | Nouvelle-Zélande                                     | Pays de Galles                                       | Kenya                                                |
| 2006-2007  | Dubai Exiles Rugby Ground, Dubai | Afrique du Sud                                       | 21 – 7                                               | Nouvelle-Zélande                                     | Samoa                                                | Argentine                                            | Pays de Galles                                       |
| 2007-2008  | Dubai Exiles Rugby Ground, Dubai | Nouvelle-Zélande                                     | 31 – 21                                              | Fidji                                                | Argentine                                            | Australie                                            | Zimbabwe                                             |
| 2008-2009  | The Sevens, Dubai                | Afrique du Sud                                       | 19 – 12                                              | Angleterre                                           | Samoa                                                | Portugal                                             | États-Unis                                           |
| 2009-2010  | The Sevens, Dubai                | Nouvelle-Zélande                                     | 24 – 12                                              | Samoa                                                | Australie                                            | Pays de Galles                                       | Russie                                               |
| 2010-2011  | The Sevens, Dubai                | Angleterre                                           | 29 – 21                                              | Samoa                                                | Afrique du Sud                                       | Argentine                                            | Kenya                                                |
| 2011-2012  | The Sevens, Dubai                | Angleterre                                           | 29 – 12                                              | France                                               | Fidji                                                | Australie                                            | Écosse                                               |
| 2012-2013  | The Sevens, Dubai                | Samoa                                                | 26 – 15                                              | Nouvelle-Zélande                                     | Pays de Galles                                       | Argentine                                            | Angleterre                                           |
| 2013-2014  | The Sevens, Dubai                | Fidji                                                | 29 - 17                                              | Afrique du Sud                                       | Argentine                                            | Australie                                            | France                                               |
| 2014-2015  | The Sevens, Dubai                | Afrique du Sud                                       | 33 - 7                                               | Australie                                            | Argentine                                            | Samoa                                                | Canada                                               |
| 2015-2016  | The Sevens, Dubai                | Fidji                                                | 33 - 7                                               | Angleterre                                           | Australie                                            | France                                               | Japon                                                |
| 2016-2017  | The Sevens, Dubai                | Afrique du Sud                                       | 26 - 14                                              | Fidji                                                | Australie                                            | États-Unis                                           | Canada                                               |
| 2017-2018  | The Sevens, Dubai                | Afrique du Sud                                       | 24 - 12                                              | Nouvelle-Zélande                                     | Australie                                            | France                                               | Pays de Galles                                       |
| 2018-2019  | The Sevens, Dubai                | Nouvelle-Zélande                                     | 21 - 5                                               | États-Unis                                           | Fidji                                                | Samoa                                                | Pays de Galles                                       |
| Année      | Stade                            | Cup                                                  | Cup                                                  | Cup                                                  | 3e place                                             | 4e place                                             |                                                      |
| 2019-2020  | The Sevens, Dubai                | Afrique du Sud                                       | 15 - 0                                               | Nouvelle-Zélande                                     | Angleterre                                           | Samoa                                                | —                                                    |
| 2020-2021  | The Sevens, Dubai                | Édition annulée en raison de la pandémie de Covid-19 | Édition annulée en raison de la pandémie de Covid-19 | Édition annulée en raison de la pandémie de Covid-19 | Édition annulée en raison de la pandémie de Covid-19 | Édition annulée en raison de la pandémie de Covid-19 | Édition annulée en raison de la pandémie de Covid-19 |
| 2022 (1re) | The Sevens, Dubai                | .                                                    | . - .                                                | .                                                    | .                                                    | .                                                    | —                                                    |
| 2022 (2e)  | The Sevens, Dubai                | .                                                    | . - .                                                | .                                                    | .                                                    | .                                                    | —                                                    |